# Volvo B10BLE
Volvo B10BLE är ett busschassi med låga insteg tillverkat av Volvo Bussar mellan 1993 och 2004.
De första prototyperna av B10BLE kom samtidigt som Volvo B10B som avlöste Volvo B10R under 1992, B10BLE började dock inte serietillverkas förrän 1993. De har samma motorplacering (bak) med motorn liggande med topplocken till vänster men nu bättre ljudisolerad. Bussar som byggdes på detta chassi fanns vanligen med diesel- eller bio-/naturgasmotor, men några enstaka bussar av årsmodell 1997 i Stockholmsområdet fanns även med etanoldrift (SL Buss AB H51E, serien 4033–4035). Detta var Volvos försök att ta sig in och konkurrera med Scanias etanolbussar i innerstaden. Samtliga dessa bussar byggdes senare om till att gå på dieselolja och flyttades i samband med detta bort från innerstaden då försöket inte föll speciellt väl ut.
Volvo B10BLE var Volvos första chassi som kunde erbjudas med låga insteg, dvs helt utan trappsteg vid första och andra dörren/dörrparen, men med 1–2 trappsteg i mittgången och 2–3 innanför dörren bakom bakaxeln om en sådan dörr finns. Bussar som byggde på detta chassi kunde i alla fall mer på allvar konkurrera med låggolvsbussar som till exempel Mercedes O405N och Neoplan N4014/N4016 på den svenska marknaden, även om marknaden i till exempel Centraleuropa föredrog de sist nämnda modellerna. För att ta sig an marknaden i Europa tog man fram hellåggolvschassiet Volvo B10L något år efter, vilken sålde ganska bra även där.
Volvo B10BLE var en billigare och mindre komplex konstruktion jämfört med Volvo B10L men samtidigt ungefär lika lättillgängligt vilket gjorde att många operatörer i Sverige valde det framför B10L. Volvo B10L och stadsbussversionen av B10BLE sålde dock ungefär lika bra i Sverige. B10L hade i Sverige sin storhetstid då det var nytt, medan B10BLE i stadsbussutförande blev vanligare mot slutet av dessa chassins tillverkning i och med att fler operatörer valde det framför B10L/B7L. B10BLE fanns aldrig i ledat utförande, vilket gjorde att operatörerna oftast valde Volvo B10LA CNG/B7LA som ledbussar och Volvo B10BLE som vanliga bussar mot slutet av dessa chassins tillverkning. Dåvarande Veolia köpte dock in ett antal 12-meters Volvo B10L CNG till bland annat Norrköping under sluttampen av det chassits tillverkning 2004.
Volvo B10BLE fanns från början endast med två axlar samt med Säffle 2000- eller Carrus City L-karosser på den skandinaviska marknaden. 1998 fick Säffle-karossen ny front samt nytt bakparti och kallades Säffle 2000 New Look, från och med detta år kunde man även beställa B10BLE med tre axlar (boggi) och i landsvägsutförande. Från och med denna årgång fanns chassit även med Carrus Vega-kaross. Säffle 2000 NL-, Carrus City L- och Carrus Vega-karosserna fanns tillgängliga fram till 2002-års modell och ersattes därefter av Volvo 8500 respektive 8700 samt på den finska marknaden även av Volvo City L. Volvo B10BLE-chassit tillverkades i dieselutförande fram till 2001 och i gasutförande fram till 2004. Det ersattes helt av Volvo B7RLE- och B12BLE-chassina i dieselutförande och indirekt av hellåggolvschassit B9L i gasutförande.

## Galleri

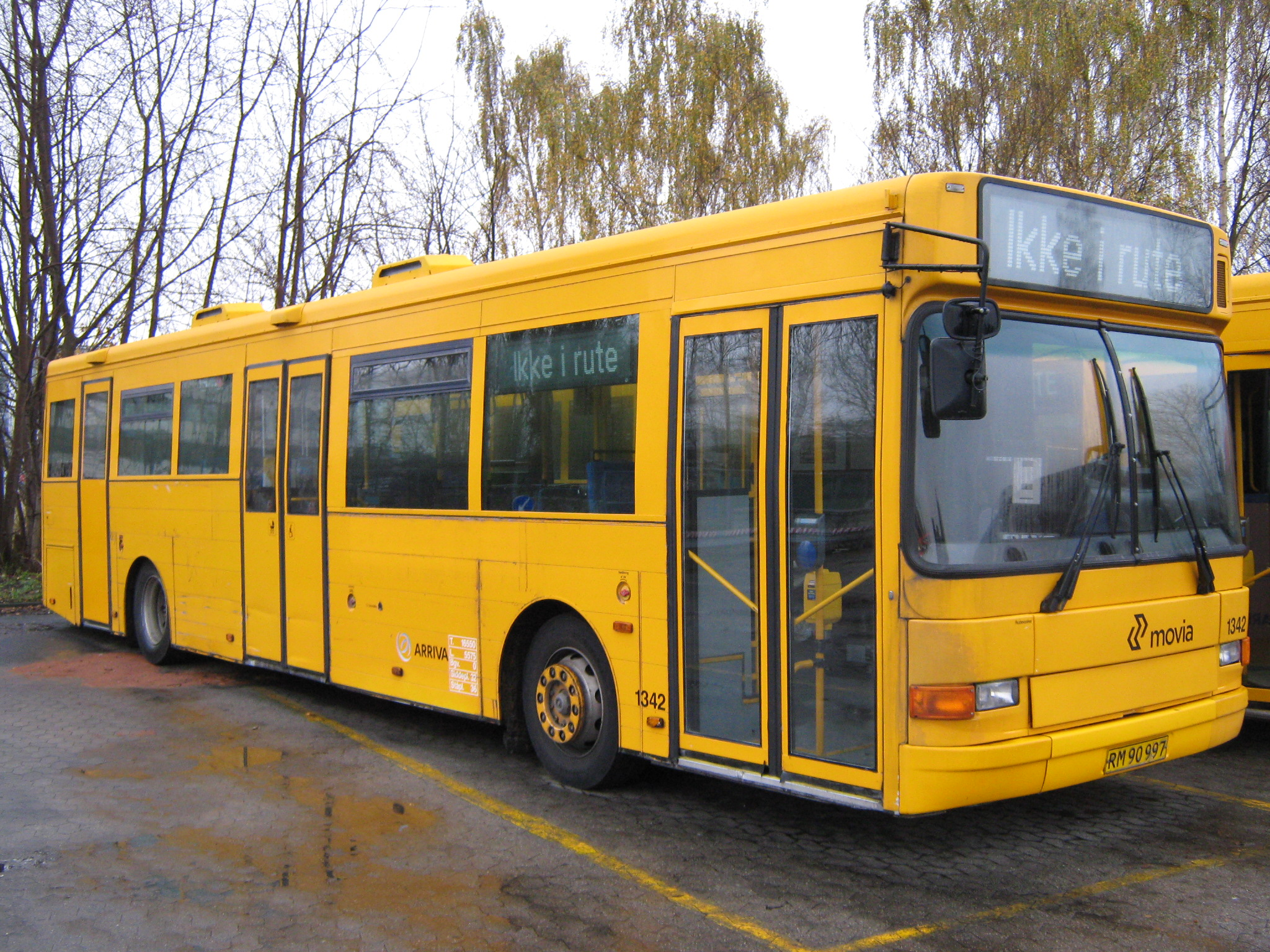
Dansk Volvo B10BLE med Aabenraabyggd Säffle 2000NL-kaross.
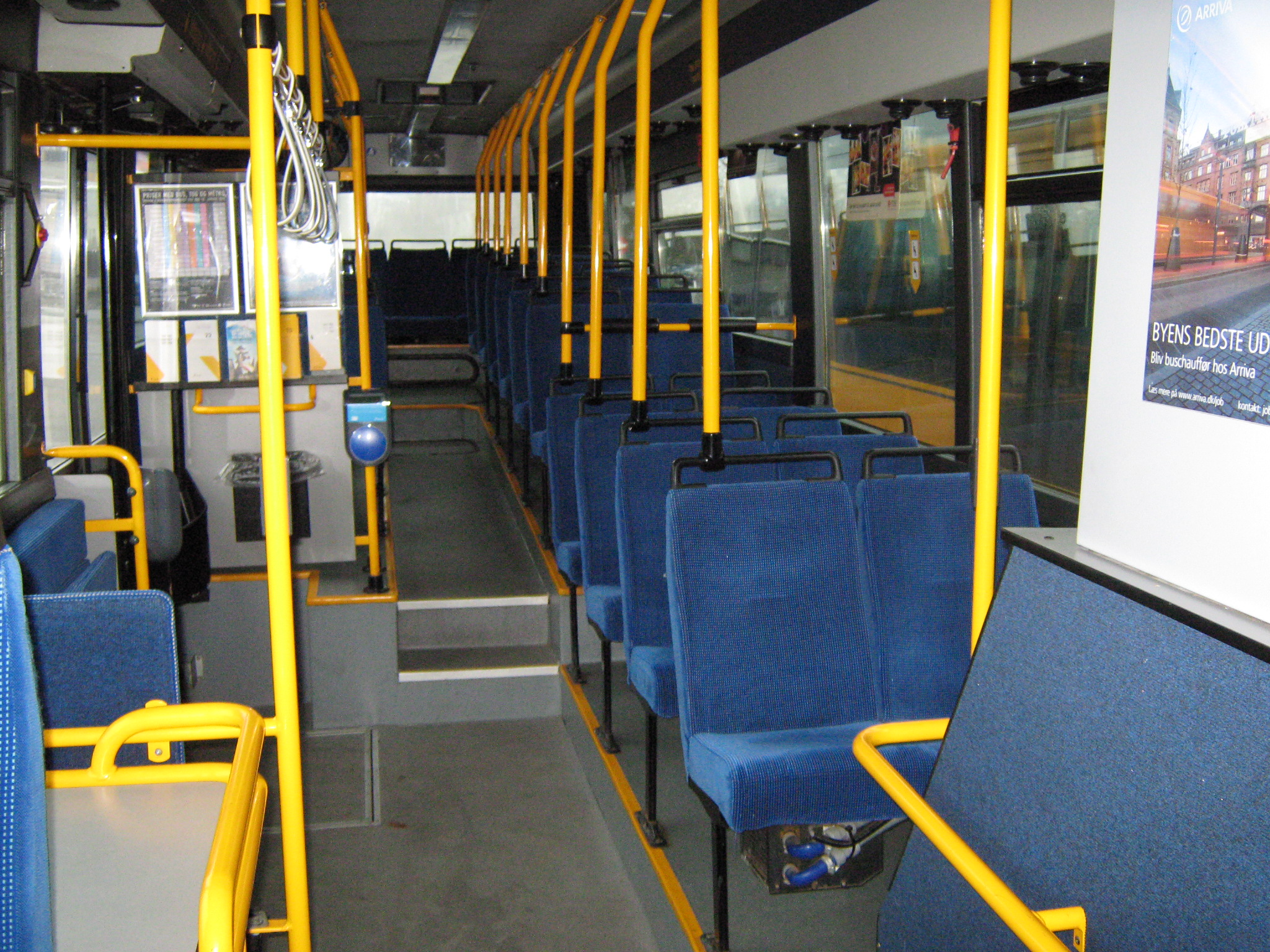
Interiör av buss med Volvo B10BLE-chassi.
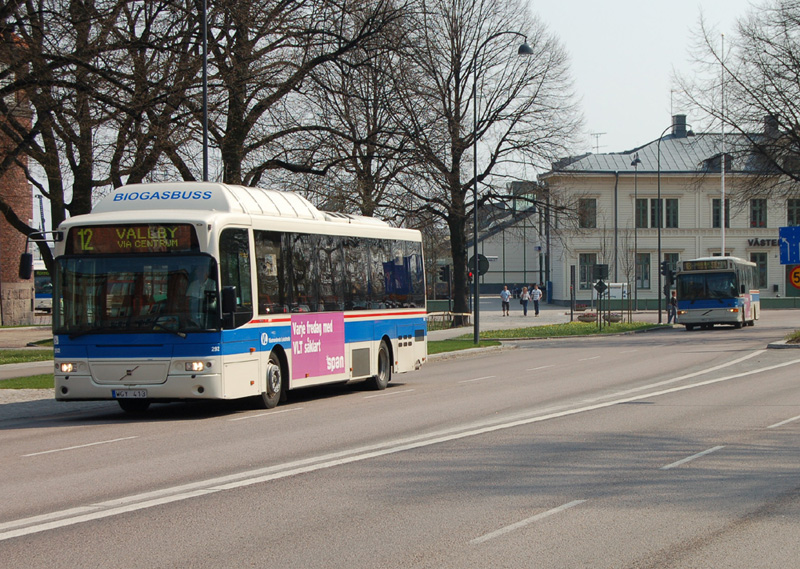
En Volvo 8500 med Volvo B10BLE CNG-chassi och en äldre Volvo B10BLE med Säffle 2000 New Look-kaross i Västerås.